# Consider Me Gone
«Consider Me Gone» («Считай меня ушедшим») — песня американской кантри-певицы Рибы Макинтайр. Она вышла 29 июля 2009 года в качестве второго сингла с 33-го студийного альбома Keep On Loving You на лейбле Valory/Big Machine Records. Сингл стал 24-м чарттоппером в кантри-чарте США. Видео было снято Треем Фанджоем и получило номинацию CMT Music Awards в категории Female Video of the Year.

## Отзывы
Джим Малек из «The 9513» дал песне «большой палец вниз», заявив, что это «идеальная мелодия, не вызывающая возражений, но, по-видимому, лучше подходящая для нового исполнителя, у которого, возможно, нет доступа к лучшему материалу Music City. Риба могла выбрать и по-лучше».
Бобби Пикок в своем обзоре альбома для Roughstock сравнил звучание песни с материалом Макинтайр 1990-х годов, описывая его как «спокойный среднетемповый трек, который фокусируется на конце угасания отношений; более лаконичный, чем большинство популярных хитов на кантри-радио, так что этот сингл должен хорошо работать в качестве второго сингла».

## Чарты
«Consider Me Gone» дебютировал под номером 51 в американском чарте Billboard Hot Country Songs за неделю с 22 августа 2009 года. Это её 58-й хит в Топ-10 и первый сольный топ-10 со времен сингла «He Gets That From Me», вышедшего в 2005 году. Он стал её 24-м хитом номер один в этом кантри-чарте в неделю с 2 января 2010 года и её первым номером один в Соединенных Штатах после «Somebody», лидировавшего в августе 2004 года. «Consider Me Gone» также дебютировал под номером 96 в Billboard Hot 100 на неделе, закончившейся 17 октября 2009 года, и достиг 38-го места, став её третьим попаданием в топ-40 этого чарта. Песня стала самым продолжительным синглом Макинтайр, занимавшим первое место в чарте Billboard Hot Country Songs четыре недели.
| Чарт (2009—2010)                    | Высшая позиция |
| ----------------------------------- | -------------- |
| Канада (Billboard Canadian Hot 100) | 52             |
| Канада (Billboard Country)          | 1              |
| США (Billboard Hot 100)             | 38             |
| США (Billboard Hot Country Songs)   | 1              |

### Годовые итоговые чарты
| Чарт (2010)                    | Позиция |
| ------------------------------ | ------- |
| США (Country Songs, Billboard) | 42      |

## Сертификации
| Регион                                                                      | Сертификация | Продажи   |
| --------------------------------------------------------------------------- | ------------ | --------- |
| США (RIAA)                                                                  | Платиновый   | 1 000 000 |
| Данные о продажах + прослушиваниях приведены только на основе сертификации. |              |           |